# Краби (провинция)
Краби́ (тайск. กระบี่) — одна из 77-и провинций Таиланда, располагается на юге страны на берегу Андаманского моря.
Население — 359 368 человек (2010), проживающих на территории 4 708,5 км².
Административный центр — город Краби́. Провинция разделяется, в свою очередь, на восемь ампхе (районов).
Краби́ — один из основных центров пляжного отдыха в Таиланде. В состав провинции также входят острова Пхи-Пхи, где снимался знаменитый фильм «Пляж». Приморская часть Краби не пострадала после цунами 2004 года, так как большинство островов, расположенных на пути цунами, погасили волну.
Название является производным от тайского слова «краби», что означает меч и, вопреки широко распространенному заблуждению, к крабам не имеет никакого отношения.

## Географическое положение
По суше провинция граничит с провинциями Пхангнга, Сураттхани, Накхонситхаммарат и Транг. Западнее, через небольшой пролив находится остров-провинция Пхукет. Включает в себя множество островов таких как: Ко Ланта, Ко Пхи-Пхи (Пхи-Пхи Дон, Пхи-Пхи Лей), Ко Пода, Ко Бамбу и др.

## Административное деление

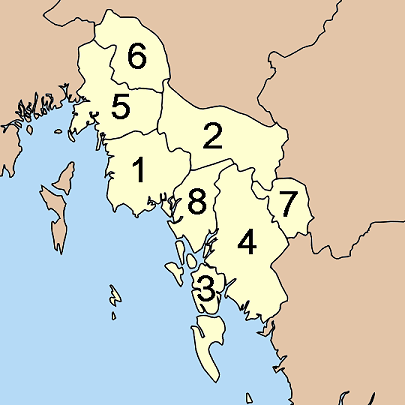
Административное деление провинции Краби

Провинция делится на 8 районов (ампхе), которые в свою очередь, состоят из 53 подрайонов (тамбон) и 374 поселений (мубан):
| 1. Mueang Krabi 2. Khao Phanom 3. Ko Lanta 4. Khlong Thom | 1. Ao Luek 2. Plai Phraya 3. Lam Thap 4. Nuea Khlong |

## Галерея

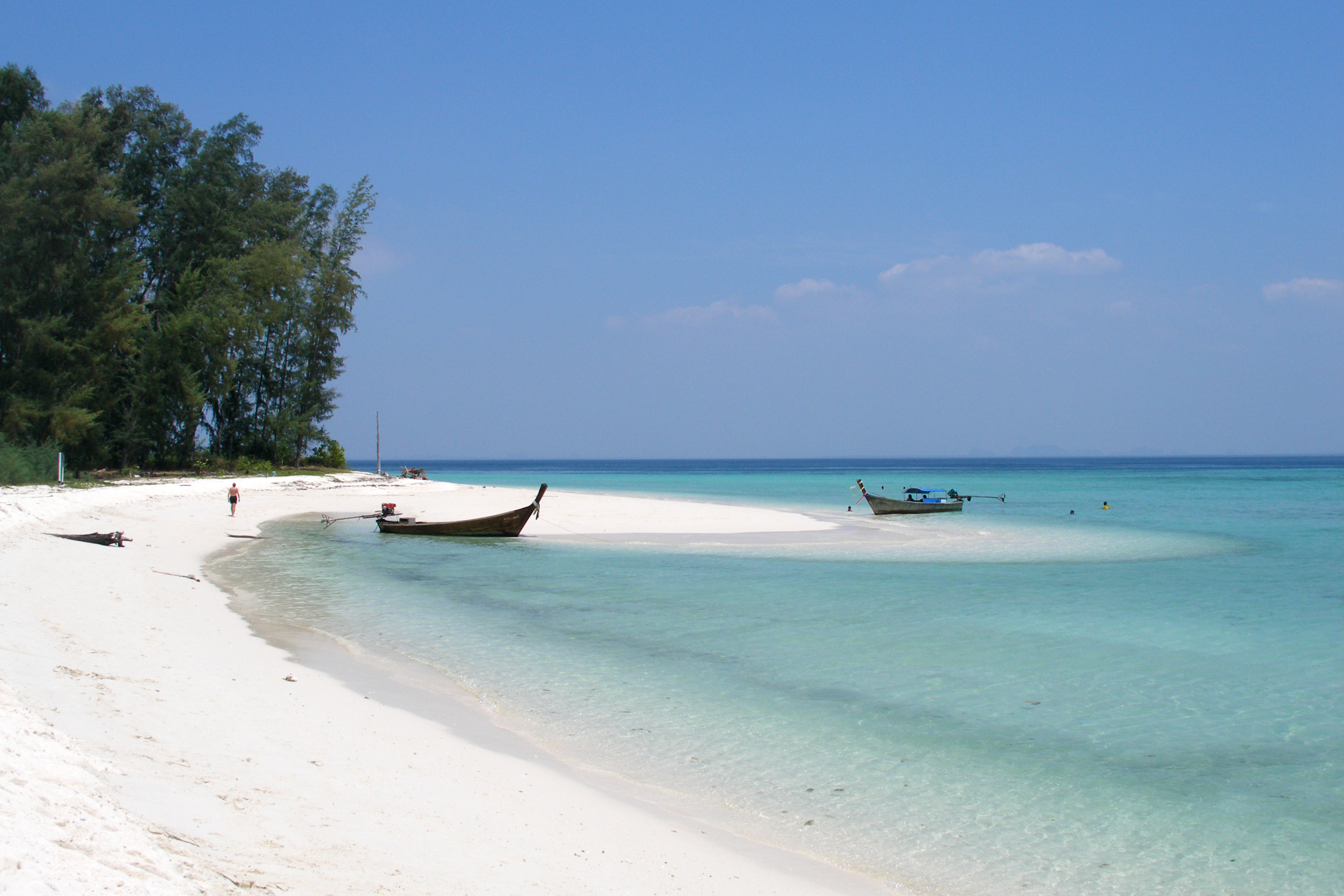
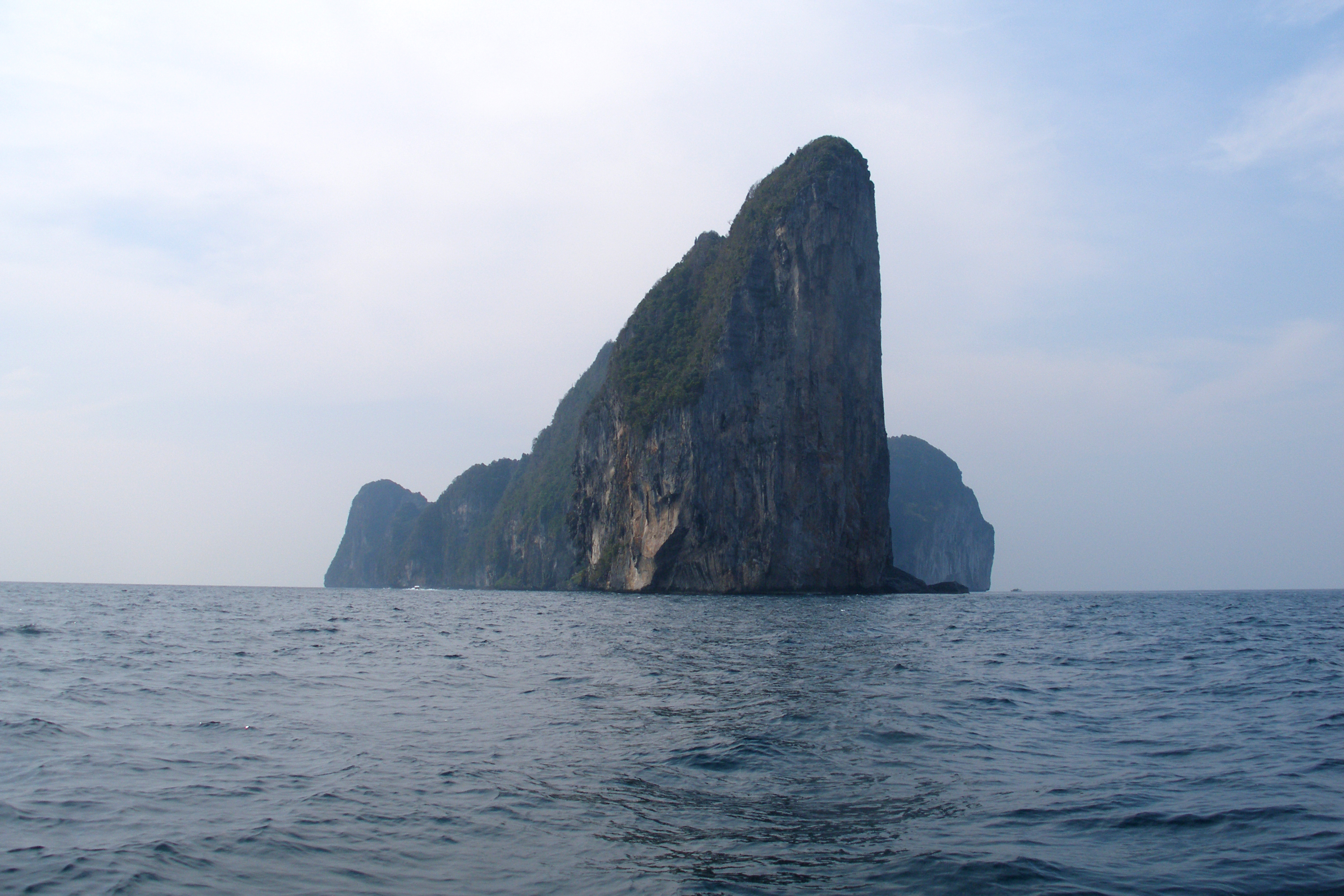
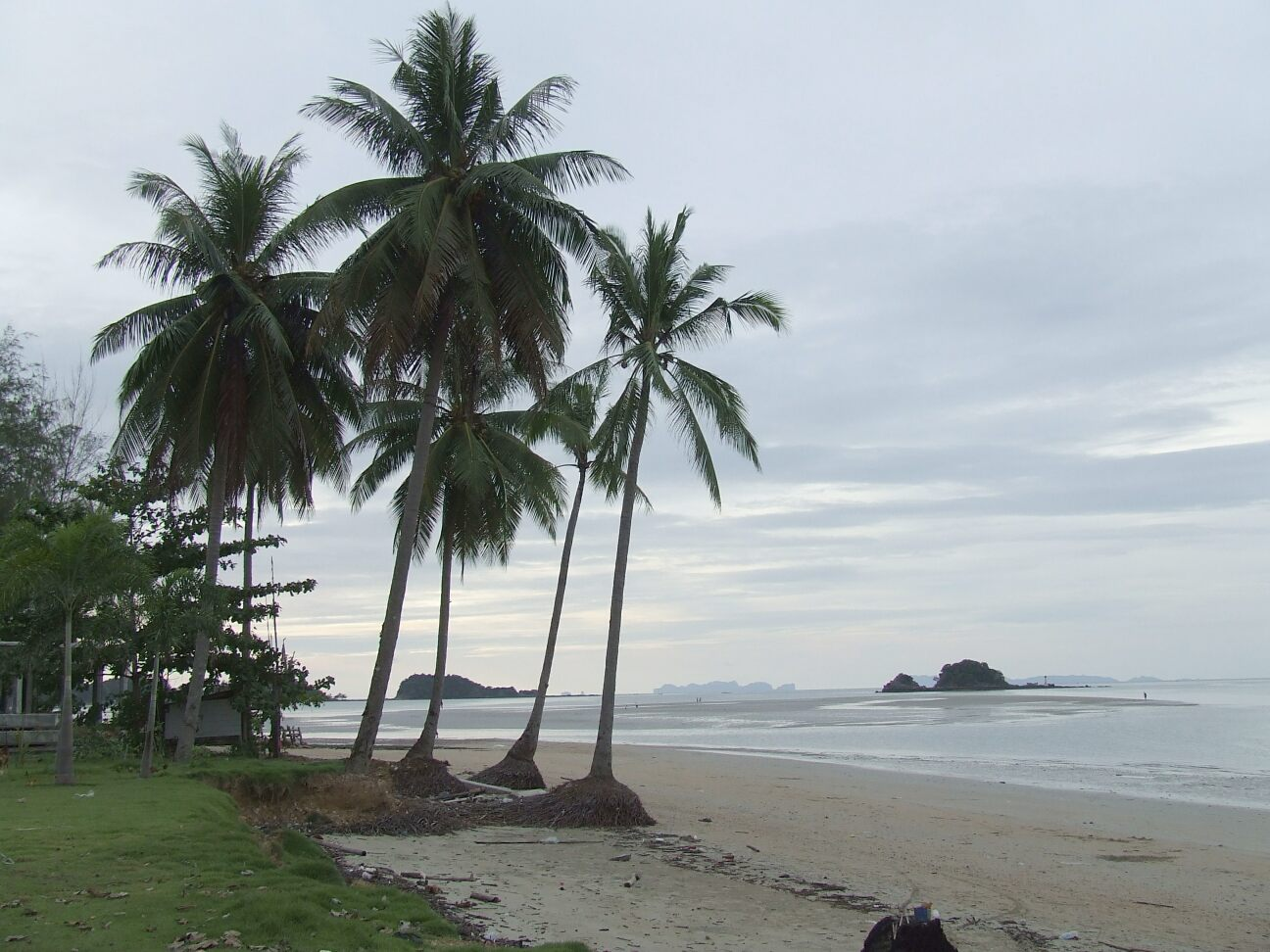
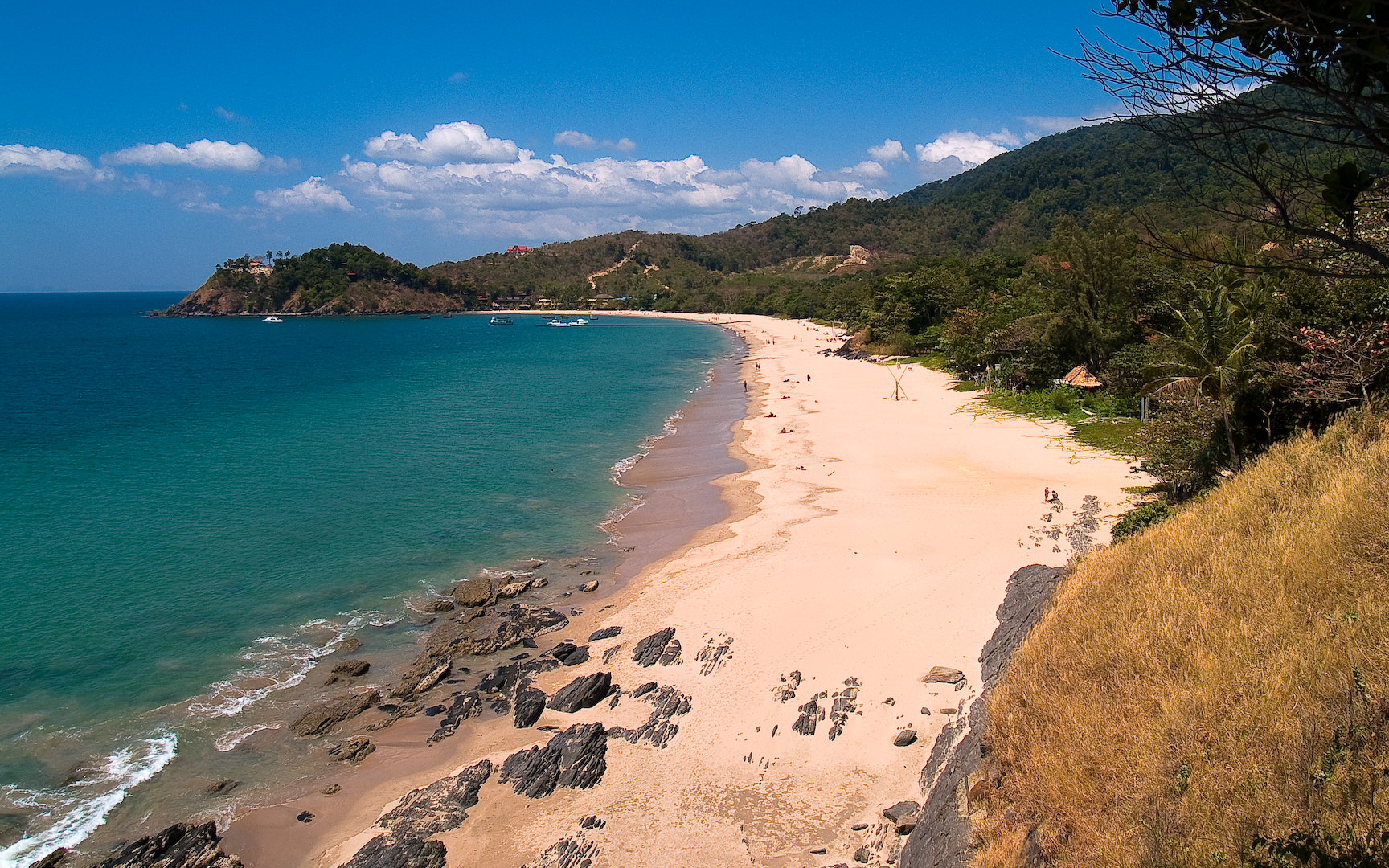
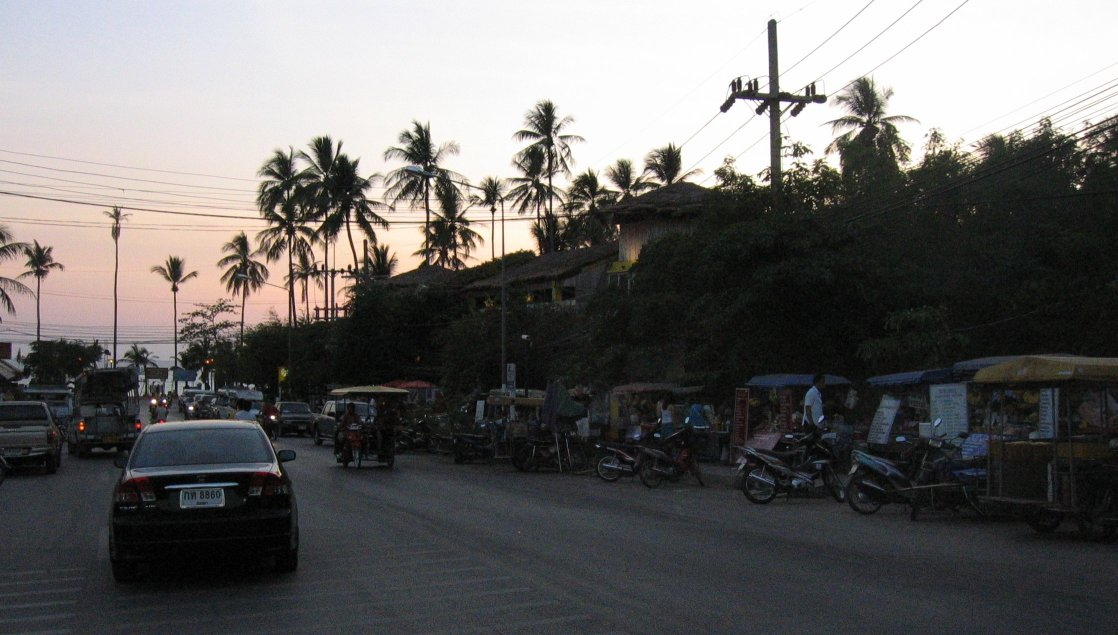
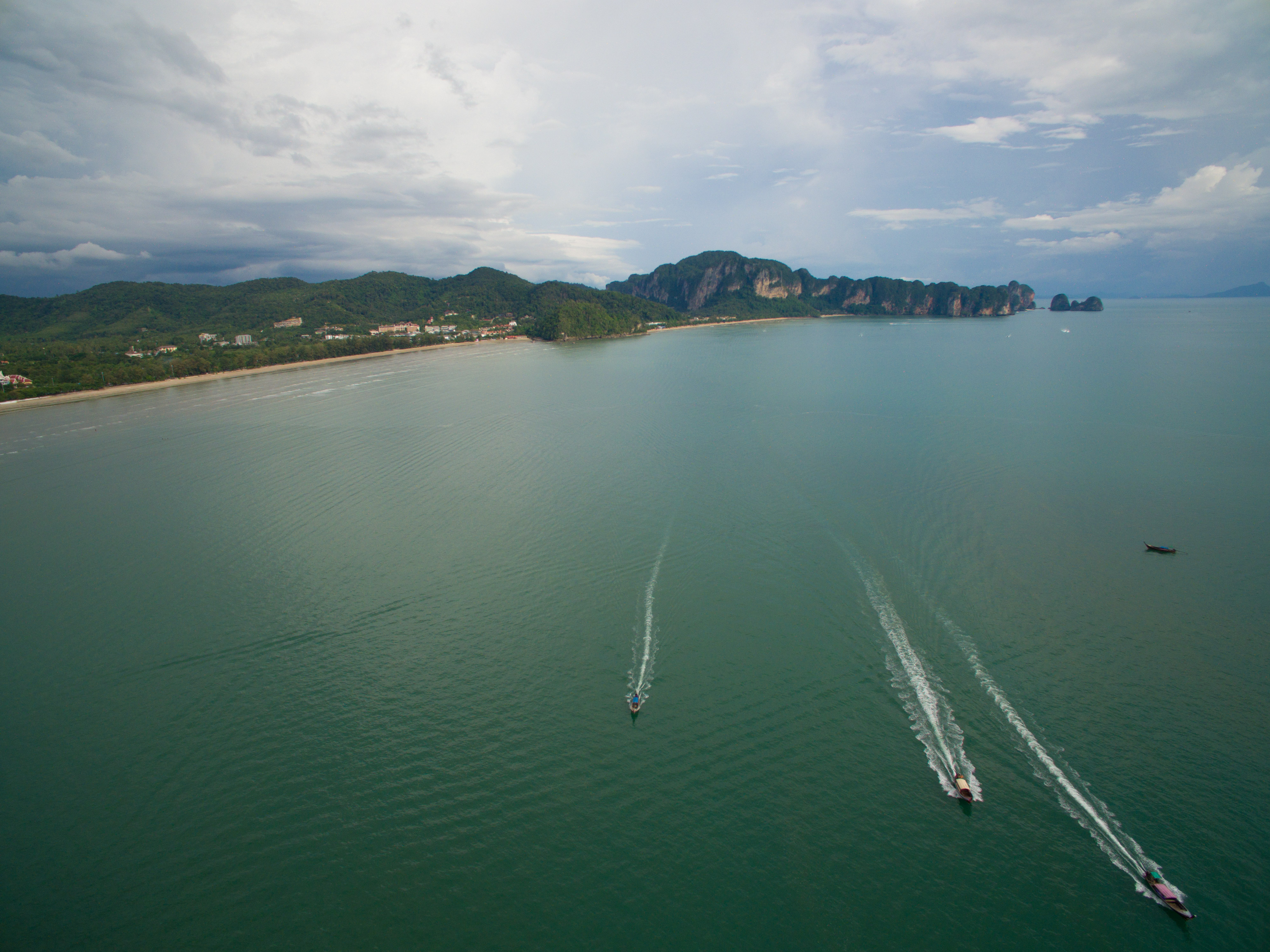